# Ortonormalita
V lineární algebře, dva vektory v a w v prostoru s definovaným skalárním součinem jsou ortonormální, pokud jsou ortogonální a mají jednotkovou délku, tedy platí:
{\displaystyle \langle v|w\rangle =0} a zároveň {\displaystyle \|v\|=\|w\|=1}.
Báze, kde jsou všechny vektory navzájem ortonormální se nazývá ortonormální báze. Dá se najít například Gram-Schmidtovou ortogonalizací – nově vytvořený ortogonální vektor vydělíme jeho normou, čímž se změní pouze jeho délka, ne však směr.
Pokud je {\displaystyle Z=(v_{1},\dots ,v_{n})} ortonormální bází vektorového prostoru {\displaystyle {\mathcal {V}}}, potom:
- {\displaystyle \forall u\in {\mathcal {V}}:u=\sum _{i=1}^{n}\langle u|v_{i}\rangle v_{i}}. (koeficientům se někdy říká Fourierovy – souvislost s diskrétní Fourierovou transformací)
- {\displaystyle \forall u,w\in {\mathcal {V}}:\langle u|w\rangle =[w]_{Z}^{\mathrm {H} }[u]_{Z}} (Parsevalova rovnost).

Nejpoužívanější ortonormální bázi (někdy se označuje jako kanonická) používá kartézská soustava souřadnic – je tvořená vektory {\displaystyle (1,0,\dots ,0),(0,1,0,\dots ,0),\dots ,(0,\dots ,0,1)}.